# جنون الماء
جنون الماء أو الهيدرومانيا أو هَوَسُ الماءِ (بالإنجليزية: Hydromania)‏ هي حالة سيكولوجية تُصِيبُ بعضَ الناسِ فتدفعُ بالفردِ، منهم، إلَى إلقاءِ نفسَهُ في الماءِ ليس بقصدِ الإنتحارِ ولكن لمجردِ اشباعِ رغبةٍ فيه. وهوس الماء هو الاهتمام بالماء والولع به إلى درجةٍ شاذةٍ، ويتبدى هذا الولع في شُرب الماءِ أو في الاستحمامِ فيه والبقاء فيه وبجانبهِ لفتراتٍ طويلةٍ جدًا.

## اُنْظُرْ أَيْضًا
رهاب
هوس نتف الشعر
هوس خفيف

## وَصَلَاتٌ خَارِجِيَّة
Hydromania signs and symptoms

## المَرَاجِع
1. 1 2  مُنير وهيِّب الخازن. مُعجم مصطلحات علم النفس. صفحة: 58-59: دار النشر للجامعيين.{{استشهاد بكتاب}}:  صيانة الاستشهاد: مكان (link)
2. ↑  أحمد عبد الموجود. معجم المصطلحات النفسية. صفحة 27: ktab INC.{{استشهاد بكتاب}}:  صيانة الاستشهاد: مكان (link)
3. ↑  جبار عبد الحميد جبار. معجم علم النفس والطب النفسي. المجلد الرابع: دار النهضة العربية، 1988.